# Thomas Matthew Crooks
Thomas Matthew Crooks (Bethel Park, 20 de setembro de 2003 – Butler, 13 de julho de 2024) foi um homem americano que tentou assassinar Donald Trump, o 45.º presidente dos Estados Unidos e candidato presumido do Partido Republicano para a eleição presidencial de 2024. Em 13 de julho de 2024, durante um discurso de Trump em um comício de campanha perto de Butler, na Pensilvânia, Crooks usou um rifle semiautomático estilo AR-15 que foi comprado por seu pai para disparar oito tiros de um telhado a cerca de 122 metros ao norte do palco. Crooks acertou um tiro de raspão na orelha direita de Trump, enquanto o mesmo discursava, além disso matou um membro da plateia e feriu gravemente outras duas pessoas. Ao ser localizado durante o tiroteio, Crooks foi morto imediatamente por atiradores de elite da Equipe de Contra-Ataque do Serviço Secreto dos Estados Unidos.

## Primeiros anos e educação
Thomas Matthew Crooks nasceu em Bethel Park. Crooks frequentou a Bethel Park High School, onde era conhecido como um aluno acima da média, e se formou em 2022. O bairro em que ele morava era descrito como "classe média, talvez classe média alta". Colegas de classe e funcionários da escola o caracterizaram como quieto, com colegas afirmando que ele frequentemente era vítima de bullying. Ele recebeu um prêmio "Star Award" de $500 no mesmo ano da National Math and Science Initiative. Crooks trabalhou como cozinheiro em um lar de idosos local. Ele tinha uma conta raramente usada no Discord, uma plataforma de mídia social.

## Tentativa de assassinato de Donald Trump
Em 14 de julho, o FBI o identificou como o atirador por trás da tentativa de assassinato de Donald Trump. Crooks foi morto por atiradores de elite da Equipe de Contra-Ataque do Serviço Secreto dos Estados Unidos. Ele não tinha antecedentes criminais conhecidos. Fotos do corpo de Crooks mostravam que ele usava uma camisa que parecia ser um produto do Demolition Ranch, um canal do YouTube que populariza armas de fogo e a cultura de armas, mas apesar disso o canal Demolition Ranch se pronunciou repudiando o ato cometido por Crooks e afirmando que não apoiam a incitação a violência ou ódio e que gostariam de não ter o seu produto associado ao atentado, também afirmou que a camiseta foi comprada de forma online, na loja virtual disponível na internet igual outras lojas virtuais de acesso livre ao público. Materiais para fabricação de bombas foram encontrados dentro de seu veículo e em sua casa. Durante a tentativa de assassinato, Crooks atirou em três homens adultos no comício, deixando uma pessoa, identificada como Corey Comperatore, de 50 anos, morta e duas gravemente feridas.
Antes da tentativa de assassinato, Crooks tinha pesquisado por imagens e aparições públicas de Trump, do presidente Joe Biden, do procurador-geral Merrick Garland, do diretor do FBI Christopher Wray e da Princesa de Gales Kate Middleton, bem como informações sobre a Convenção Nacional Democrata. Ele também fez buscas na internet sobre transtorno depressivo maior e sobre o tiroteio na Oxford High School, e as autoridades encontraram uma foto do artirador de Oxford, Ethan Crumbley, em seu celular.

## Visões políticas

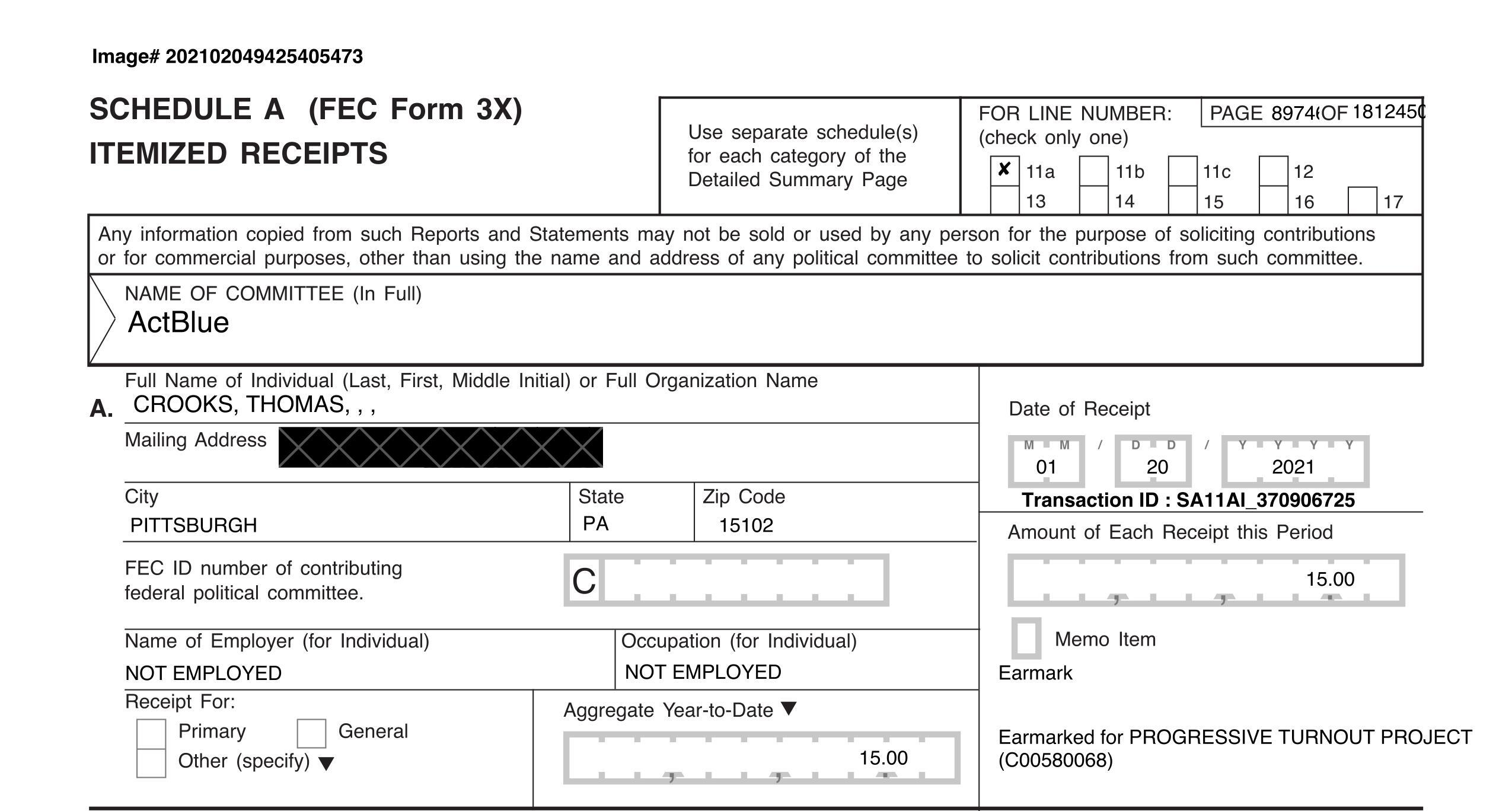
Comprovantes de recebimento da Comissão Federal de Eleições dos Estados Unidos mostrando a doação de Crooks para o ActBlue [não específico].

A filiação política de Crooks é objeto de análise devido à falta de informações claras sobre suas posições políticas. O político descreveu a família como uma "grande mistura de diferentes origens e ideais". em 20 de janeiro de 2021, ele fez uma doação de campanha no valor de US$15 para o Progressive Turnout Project, um grupo progressista de mobilização de eleitores e apoio a candidatos do Partido Democrata, a doação foi feita através da plataforma de doações ActBlue, do Partido Democrata. Crooks fez a doação no mesmo dia em que o Joe Biden foi empossado como o 46º Presidente dos Estados Unidos. Apesar disso, Crooks estava registrado como filiado ao Partido Republicano no condado de Allegheny, Pensilvânia, a partir de setembro de 2021. Um ex-colega de classe descreveu Crooks como "ligeiramente inclinado à direita".